# Hebron (muhafaza)
Hebron (arab. ‏الخلي‎, Al-Khalīl) – muhafaza Palestyny. Leży w południowej części Zachodniego Brzegu. Od północy i wschodu sąsiaduje z muhafazą Betlejem. od zachodu południa graniczy z izraelskimi dystryktami Jerozolima i Południowym. Ma powierzchnię 997 km² i jest największą jednostką administracyjną kraju. Według danych Palestyńskiego Centralnego Biura Statystycznego na rok 2007 zamieszkało ją 551 130 osób, co stanowiło 14,7% ludności Palestyny. Znajdowało się tu wtedy 89 842 gospodarstw domowych. Do 2015 roku liczba ludności wzrosła do 706 508, a gęstość zaludnienia wynosiła 709 os./km². Jest to największa pod względem liczby ludności muhafaza Palestyny.

## Miejscowości
Miasta
- Dura
- Halhul
- Hebron
- Jatta
- Az-Zahirija

Miejscowości
- Bajt Awwa
- Bajt Ula
- Bajt Ummar
- Bani Naim
- Deir Sammit
- Izna
- Kharas
- Nuba
- Sa'ir
- As-Samu
- Surif
- Taffuh
- Tarkumija

Wioski
- Bajt Amra
- Bajt Einun
- Bajt Kahil
- Bajt ar-Rusz al-Fauka
- Bajt ar-Rusz al-Tahta
- Al-Burdż
- Dejr al-Asal al-Fauka
- Dejr al-Asal al-Tahta
- Dejr Razih
- Ad-Duwwara
- Hadab al-Fawwar
- Al-Heila
- Hureiz
- Imreisz
- Kalqas
- Al-Kum
- Karma
- Al-Karmil
- Khalet al-Maija
- Khirbet Safa
- Khirbat al-Simia
- Khursa
- Kila
- Kuseis
- Al-Majd
- Al-Ramadien
- Ar-Rihija
- Asz-Szujuch
- Szujuch al-Arrub
- As-Sura
- At-Tabaqa
- Tarrama
- Al-Uddeisa
- Zif